# 파쇄

물체가 관통 없이 충돌할 때 파쇄가 일어난다.

파쇄(破碎, Spallation)란 물질의 파편이 충격이나 압박으로 인해 그 본체에서 떨어져 나가는 것을 뜻하며, 분야별로 가리키는 바가 다양하다. 충격역학에서는 발사체의 충격으로 인해 목표물의 물질이 분출 또는 증발하는 것을 파쇄라고 한다. 행성물리학에서는 유성체가 행성 표면에 충돌하거나 항성풍이 행성 대기에 영향을 미치는 것을 파쇄 효과로 설명한다. 광업이나 지질학에서는 수갱 광업에서 암석의 내부 피로도가 쌓여서 암석이 암벽에서 떨어져 나오는 것을 파쇄라고 한다. 인류학에서는 돌을 깎아 화살촉 따위 도구를 만드는 과정에서 돌이 파쇄된다고 한다. 핵물리학에서는 중원소 원자가 고에너지 아원자 입자에 맞아서 핵자를 방출하고 질량수가 줄어드는 과정을 파쇄라고 한다.

## 같이 보기
- 스퍼터링